# Carl Frænell
Carl Helmer Frænell, född 29 mars 1855 i Bollnäs, död 14 augusti 1923 i Stockholm, var en svensk ingenjör.
Fraenell utexaminerades från Teknologiska institutet 1878, var 1880–1888 sektionschef vid järnvägsbyggnader i Frankrike, 1890–1900 brokonstruktör vid Bergsunds Mekaniska Verkstad och tjänstgjorde som föreståndare för Järnvägsstyrelsens brokonstruktionsbyrå 1901–1908. Fraenell konstruerade bland annat broarna över Nordre älv, Göta älv, över Ångermanälven vid Forsmo och Djurgårdsbron i Stockholm.